# Wen Qin
En aquest nom xinès, el cognom és Wen.
Wen Qin (mort el 257 EC), nom estilitzat Zhongruo (仲若), va ser un general militar de Cao Wei durant el període dels Tres Regnes de la història xinesa. Va servir com el protector de la Província de Yang. Enfurismat amb Sima Shi pel reemplaçament de l'emperador Cao Fang, llavors es va aixecar en revolta juntament amb Guanqiu Jian. Ells foren derrotats i van fugir a Wu Oriental, però posteriorment van ser morts per Zhuge Dan.

## Família
- Fills
  - Wen Hu
  - Wen Yang